# Adam Clendening
Adam Clendening, född 26 oktober 1992, är en amerikansk professionell ishockeyspelare som är kontrakterad till NHL-organisationen Columbus Blue Jackets och spelar för deras primära samarbetspartner Cleveland Monsters i AHL.  
Han har tidigare spelat på NHL-nivå för Arizona Coyotes, New York Rangers, Edmonton Oilers, Pittsburgh Penguins, Vancouver Canucks och Chicago Blackhawks och på lägre nivåer för Rockford IceHogs, Tucson Roadrunners, Utica Comets och Wilkes-Barre/Scranton Penguins i AHL, Boston University Terriers (Boston University) i NCAA och Team USA i NAHL och USHL.
Clendening draftades i andra rundan i 2011 års draft av Chicago Blackhawks som 36:e spelare totalt.
Han skrev på ett ettårskontrakt värt 700 000 dollar med Columbus Blue Jackets 1 juli 2018.

## Statistik
| 2007–08     | Toronto Marlboros Midget AAA   | GTHL        | 60  | 8  | 42  | 50  | 116 | —  | — | —  | —  | —  |
| 2008–09     | U.S. National U17 Team         |             | 15  | 1  | 5   | 6   | 18  | —  | — | —  | —  | —  |
|             | U.S. National U18 Team         |             | 13  | 1  | 5   | 6   | 14  | —  | — | —  | —  | —  |
|             | U.S. National U18 Team         | NAHL        | 34  | 0  | 9   | 9   | 38  | —  | — | —  | —  | —  |
| 2009–10     | USNTDP Juniors                 | USHL        | 26  | 4  | 13  | 17  | 44  | —  | — | —  | —  | —  |
|             | U.S. National U18 Team         |             | 39  | 10 | 22  | 32  | 76  | —  | — | —  | —  | —  |
| 2010–11     | Boston University Terriers     | NCAA        | 39  | 5  | 21  | 26  | 80  | —  | — | —  | —  | —  |
| 2011–12     | Boston University Terriers     | NCAA        | 38  | 4  | 29  | 33  | 64  | —  | — | —  | —  | —  |
| 2012–13     | Rockford IceHogs               | AHL         | 73  | 9  | 37  | 46  | 67  | —  | — | —  | —  | —  |
| 2013–14     | Rockford IceHogs               | AHL         | 74  | 12 | 47  | 59  | 64  | —  | — | —  | —  | —  |
| 2014–15     | Chicago Blackhawks             | NHL         | 4   | 1  | 1   | 2   | 2   | —  | — | —  | —  | —  |
|             | Rockford IceHogs               | AHL         | 38  | 1  | 12  | 13  | 20  | —  | — | —  | —  | —  |
|             | Vancouver Canucks              | NHL         | 17  | 0  | 2   | 2   | 8   | —  | — | —  | —  | —  |
|             | Utica Comets                   | AHL         | 11  | 1  | 4   | 5   | 28  | 23 | 3 | 5  | 8  | 26 |
| 2015–16     | Pittsburgh Penguins            | NHL         | 9   | 0  | 1   | 1   | 10  | —  | — | —  | —  | —  |
|             | Wilkes-Barre/Scranton Penguins | AHL         | 6   | 0  | 3   | 3   | 0   | —  | — | —  | —  | —  |
|             | Edmonton Oilers                | NHL         | 20  | 1  | 5   | 6   | 10  | —  | — | —  | —  |    |
| 2016–17     | New York Rangers               | NHL         | 31  | 2  | 9   | 11  | 17  | —  | — | —  | —  | —  |
| 2017–18     | Arizona Coyotes                | NHL         | 5   | 0  | 2   | 2   | 2   | —  | — | —  | —  | —  |
|             | Tucson Roadrunners             | AHL         | 21  | 1  | 4   | 5   | 40  | —  | — | —  | —  | —  |
|             | Rockford IceHogs               | AHL         | 38  | 4  | 26  | 30  | 48  | 13 | 1 | 13 | 14 | 8  |
| 2018–19     | Cleveland Monsters             | AHL         | —   | —  | —   | —   | —   | —  | — | —  | —  | —  |
| NHL totalt  | NHL totalt                     | NHL totalt  | 86  | 4  | 20  | 24  | 42  | —  | — | —  | —  | —  |
| AHL totalt  | AHL totalt                     | AHL totalt  | 261 | 28 | 133 | 161 | 267 | 36 | 4 | 18 | 22 | 34 |
| NCAA totalt | NCAA totalt                    | NCAA totalt | 77  | 9  | 50  | 59  | 144 | —  | — | —  | —  | —  |
| USHL totalt | USHL totalt                    | USHL totalt | 26  | 4  | 13  | 17  | 44  | —  | — | —  | —  | —  |
| NAHL totalt | NAHL totalt                    | NAHL totalt | 34  | 0  | 9   | 9   | 38  | —  | — | —  | —  | —  |